# Alexandra Talomaa
Alexandra Dolly Marina Talomaa, född 25 september 1975 i Råsunda i Stockholms län, är en svensk låtskrivare.
Talomaa är utbildad ljudtekniker med examen från SAE Institute. Senare samma år, 1995 startade hon upp sin egen musikstudio, Maridox Studios, där hon producerade egen musik, spelade in reklamjinglar samt agerade ljudtekniker åt andra artister som hyrde in sig i studion. 1997 inledde hon ett samarbete med Max Martin som ledde till att hon 1999 blev en i Cheirons musikproducent-kollektiv. Sedan 2001 är Alexandra Talomaa låtskrivare på Maratone Studios som startades av Max Martin och Tom Talomaa när Cheiron stängde i december 2000.
Hon har bland annat skrivit låtar åt Westlife, A-Teens, Darin, Erik Grönwall, Marion Raven och Backstreet Boys.